# 春よ心あらば
『春よ心あらば』（はるよこころあらば）は、1935年に公開された池田義信監督の日本映画。

## スタッフ
- 監督 - 池田義信[1]
- 脚本 - 斎藤良輔[1]
- 原作 - 池上新三郎[1]
- 撮影 - 浜村義康[1]

## キャスト
- 川崎弘子[1]
- 高杉早苗[1]
- 園田豊[1]
- 岩田祐吉[1]